# APEC Trung Quốc 2014
APEC Trung Quốc 2014 là hội nghị thường niên lần thứ 22 của các nhà lãnh đạo APEC. Nó được tổ chức tại hồ Nhạn Tê (tiếng Trung: 雁栖湖; bính âm: Yànqī hú), Hoài Nhu, Bắc Kinh vào ngày 10-12 tháng 11 năm 2014.

## Tham dự
Đây là cuộc họp APEC đầu tiên của Tổng thống Indonesia Joko Widodo, Thủ tướng Thái Lan Prayuth Chan-ocha và Tổng thống Chile Michelle Bachelet (trong sự trở lại của bà) kể từ lúc họ nhậm chức lần lượt vào các ngày 20 tháng 10 năm 2014, ngày 22 tháng 5 năm 2014 và ngày 11 tháng 3 năm 2014.

Đây cũng sẽ là cuộc họp APEC cuối cùng cho Thủ tướng Úc Tony Abbott (người đã từ chức ngày 15 tháng 9 năm 2015) và Thủ tướng Canada Stephen Harper (người đã từ chức ngày 4 tháng 11 năm 2015 sau cuộc bầu cử liên bang Canada năm 2015).
| Những người tham dự Hội nghị các Nhà lãnh đạo Kinh tế APEC 2014 | Những người tham dự Hội nghị các Nhà lãnh đạo Kinh tế APEC 2014 | Những người tham dự Hội nghị các Nhà lãnh đạo Kinh tế APEC 2014 | Những người tham dự Hội nghị các Nhà lãnh đạo Kinh tế APEC 2014 |
| Nước thành viên                                                 | Chức vụ                                                         | Tên                                                             |                                                                 |
| --------------------------------------------------------------- | --------------------------------------------------------------- | --------------------------------------------------------------- | --------------------------------------------------------------- |
| Úc                                                              | Thủ tướng                                                       | Tony Abbott                                                     |                                                                 |
| Brunei                                                          | Sultan                                                          | Hassanal Bolkiah                                                |                                                                 |
| Canada                                                          | Thủ tướng                                                       | Stephen Harper                                                  |                                                                 |
| Chile                                                           | Tổng thống                                                      | Michelle Bachelet                                               |                                                                 |
| Trung Quốc                                                      | Chủ tịch nước                                                   | Tập Cận Bình (chủ nhà)                                          |                                                                 |
| Hồng Kông                                                       | Đặc khu trưởng                                                  | Lương Chấn Anh                                                  |                                                                 |
| Indonesia                                                       | Tổng thống                                                      | Joko Widodo                                                     |                                                                 |
| Nhật Bản                                                        | Thủ tướng                                                       | Shinzō Abe                                                      |                                                                 |
| Hàn Quốc                                                        | Tổng thống                                                      | Park Geun-hye                                                   |                                                                 |
| Malaysia                                                        | Thủ tướng                                                       | Najib Razak                                                     |                                                                 |
| México                                                          | Tổng thống                                                      | Enrique Peña Nieto                                              |                                                                 |
| New Zealand                                                     | Thủ tướng                                                       | John Key                                                        |                                                                 |
| Papua New Guinea                                                | Thủ tướng                                                       | Peter O'Neill                                                   |                                                                 |
| Peru                                                            | Tổng thống                                                      | Ollanta Humala                                                  |                                                                 |
| Philippines                                                     | Tổng thống                                                      | Benigno Aquino III                                              |                                                                 |
| Nga                                                             | Tổng thống                                                      | Vladimir Putin                                                  |                                                                 |
| Singapore                                                       | Thủ tướng                                                       | Lý Hiển Long                                                    |                                                                 |
| Đài Loan                                                        | Đại diện Đặc biệt                                               | Vincent Siew                                                    |                                                                 |
| Thái Lan                                                        | Thủ tướng                                                       | Prayuth Chan-ocha                                               |                                                                 |
| Hoa Kỳ                                                          | Tổng thống                                                      | Barack Obama                                                    |                                                                 |
| Việt Nam                                                        | Chủ tịch nước                                                   | Trương Tấn Sang                                                 |                                                                 |

## Công tác chuẩn bị
Theo nhà báo John Pomfret, Trung Quốc đã chi 6 tỷ USD để chuẩn bị cho hội nghị thượng đỉnh.
Trung Quốc đã cố gắng ngăn chặn khói bụi thường xuyên của Bắc Kinh xảy ra trong thời điểm diễn ra cuộc họp thông qua các biện pháp khác nhau, bao gồm hạn chế lái xe và đóng cửa các nhà máy ở Bắc Kinh và xung quanh tỉnh Hà Bắc. Không khí đã trong sạch vào tuần đầu diễn ra APEC, nhưng đã được dự đoán là hơi khói trong chính hội nghị thượng đỉnh. Những nỗ lực tạo ra phần nào của một phản ứng dữ dội giữa những người sử dụng internet, với cụm từ "APEC xanh" được đặt ra để châm biếm đề cập đến một cái gì đó thoáng qua.
Bắc Kinh cấm người đi tàu điện ngầm mặc trang phục Halloween phía trước sự kiện này, viện chứng các mối quan tâm về trật tự công cộng.

## Các sự kiện
Chủ tịch Trung Quốc Tập Cận Bình và Thủ tướng Nhật Bản Shinzo Abe đã có một cuộc họp mặt được mong đợi nhất vào ngày 10 tháng 11. Cả hai nhà lãnh đạo được mô tả là có vẻ đáng chú ý trong ảnh của họ trước cuộc họp.
Vào ngày 12 tháng 11, ông Tập Cận Bình và Tổng thống Mỹ Barack Obama tuyên bố rằng hai quốc gia sẽ hợp tác để giảm khí thải nhà kính. Hoa Kỳ sẽ cắt giảm phát thải cacbon năm 2005 từ 26% đến 28% vào năm 2025, trong khi Trung Quốc sẽ đạt đỉnh phát thải cacbon vào năm 2030 và phấn đấu đạt 20% năng lượng từ các nguồn không phát thải cacbon. Thoả thuận này đánh dấu lần đầu tiên Trung Quốc đồng ý đạt mức khí thải cacbon cao nhất.
Những người lãnh đạo Chiếm lĩnh Trung Hoàn suy tính về việc cố gắng làm "sụp đổ" hội nghị thượng đỉnh để phản đối hành động của Bắc Kinh tại Hồng Kông, nhưng họ không được phép vào Trung Quốc đại lục.